# The Cricket on the Hearth
The Cricket on the Hearth: A Fairy Tale of Home (pt.: O Grilo da Lareira) é um romance de Charles Dickens, publicado pela editora Bradbury and Evans e lançado a 20 de dezembro de 1845 com ilustrações de Daneil Maclise, John Leech, Richard Doyle, Clarkson Stanfeild e Edwin Landseer . Dickens começou a escrever o livro por volta do dia 17 de outubro de 1845 e terminou-o a 1 de dezembro do mesmo ano. Como é o caso de todos os livros de Natal de Charles Dickens, este foi publicado diretamente em formato de livro e não foi lançado em série. Dickens descreveu o romance como "calmo e doméstico [...] inocente e bonito". É o terceiro de cinco livros de Natal de Dickens, os restantes são: A Christmas Carol (1843), The Chimes (1844), The Battle of Life (1846) e The Haunted Man and the Ghost's Bargain (1848).